# Thomas Ford Chipp
Thomas Ford Chipp (Gloucester, 1886 - Londres, 28 de junio de 1931) fue un botánico británico, que fue Asistente Director del Real Jardín Botánico de Kew. Jugó un importante rol en el desarrollo del estudio de la ecología en el Imperio Británico.

## Biografía
Era hijo de un agente de policía, de Gloucester, que murió cuando Thomas tenía cinco años. Chipp fue aceptado por la Royal Masonic School, u luego fue estudiante jardinero en Kew. Fue admitido en el University College de Londres, obteniendo, en 1909, un grado en botánica. Luego consiguió trabajo como conservador de forestales en la Colonia de Costa de Oro británica. Sus informes de ese período, muestran entusiasmo por el desarrollo de la economía colonial, combinado con interés en el ambiente local y la gente. Informes detallados, sobre haciendas locales cubrieron topografía, clima, ecología, valores comerciales, y propuestas de mejoras. Los informes fueron escritos para el uso de los terratenientes locales y no se publicaron en revistas científicas.
Era un hombre muy organizado, con gran atención al detalle, haciendo un amplio uso de formularios y cuestionarios para recabar y cotejar información de muchas fuentes sobre temas que iban desde tasas de crecimiento de los árboles a la tala de árboles ilegal. Más tarde, aplicó esa técnica a su investigación ecológica.
Durante la Primera Guerra Mundial, Chipp fue oficial en la Fuerza Expedicionaria Británica en Francia, alcanzando el rango de mayor. Después de la guerra, regresó a Costa de Oro y reanudó su trabajo en la gestión forestal. Publicó una tesis sobre la ecología de los bosques de Costa de Oro que le ganaron el título de doctor por la Universidad de Londres y fue publicado como libro.
Desde su punto de vista, los nativos eran a menudo un obstáculo para la gestión forestal eficaz. Al describir la dificultad de establecer reservas forestales en Costa de Oro, dijo que 

"todo intento de organizar la silvicultura en la misma línea que obtenemos en otras partes del Imperio donde hay bosques valiosos e importantes, se ha visto frustrada por la fuerte oposición de los nativos , con débil entendimiento apenas, en todo caso, hay peligro en su país que surge de la destrucción de sus bosques, no puede decidirse a renunciar a sus derechos individuales por la protección de los bosques ".

Se sentía frustrado por el hábito destructivo de quemar bosques, y su imposibilidad de desactivar tal uso agrícola, y profundamente preocupado por el impacto ecológico de la creciente población.

## Fin de la carrera
En 1922, retornó a Inglaterra para asumir como asistente director de Kew Gardens. En sus charlas a los visitantes de los jardines, brillaba su entusiasmo por "mejoras" ecológicos a través de la introducción de especies y técnicas más útiles. Creía, sin duda, en el valor de cambio de uso del suelo para aumentar la producción; y, habría visto muy poco valor en la conservación de las reservas vírgenes.
Era conocido por su energía combinada con una cuidadosa atención al detalle, cuidando en asegurarse de que los Jardines fueron siempre muy bien cuidados, y por su interés en el bienestar de los Jardineros Estudiantes.
Chipp ganó una posición central, entre los ecólogos, como secretario del Comité de Vegetación del Imperio Británico, la Conferencia Botánica Imperial y el quinto Congreso Internacional de Botánica.
Fue uno de los desarrolladores y promotores de un enfoque de "sistemas" para la investigación ecológica. La obra, de 1926: Aims and methods in the study of vegetation (Objetivos y métodos en el estudio de la vegetación) coeditado con Arthur Tansley para el Comité de Vegetación del Imperio Británico fue extremadamente influyente no sólo en la definición de métodos ecológicos, sino para poner de relieve la necesidad de un inventario completo de los "activos de vegetación" del imperio. Con esa información, sería posible gestionar eficientemente los vastos recursos naturales del imperio.
A fines de otoño de 1928 el Empire Marketing Board le concedió una subvención a Kew, permitiéndole a Chipp visitas oficiales al extranjero. Así, visitó Sudán, luego parte del Imperio, donde exploró las montañas Imatong. En febrero de 1929, ascendió al pico Kinyeti, el más alto monte (3.187 m s. n. m. Aparte de la visita de R. Good a Gebel Marra, había obtenido unos pocos ejemplares, Chipp fue el primer botánico europeo en investigar las montañas de esta región. Además de otros especímenes, recolectó Coreopsis chippii cerca de la cima.
A su regreso, Chipp se enfrentó con una enorme carga de trabajo administrativo relacionado con los jardines, con el Congreso Botánico y un directorio de botánicos de todo el mundo, que estaba ayudando a preparar. Murió prematuramente de un ataque al corazón a finales de junio de 1931, a los cuarenticuatro años.

## Eponimia
Especies (12 + 1)
- (Apocynaceae) Tabernaemontana chippii (Stapf) Pichon[9]
- (Ixonanthaceae) Ochthocosmus chippii Sprague, Hutch., Hutch. & Dalziel[10]
- (Olacaceae) Heisteria chippiana Standl.[11]

## Obra
- Thomas Ford Chipp (1914). A list of the herbaceous plants and undershrubs of the Gold Coast, Ashanti, and the Northern Territories. Printed by Waterlow and Sons. p. 55.
- Thomas Ford Chipp (1922). The forest officers' handbook of the Gold Coast, Ashanti and the Northern Territories. Crown Agents for the Colonies for the Government of the Gold Coast. p. 149.
- Sir Arthur George Tansley (1926).  Sir Arthur George Tansley, Thomas Ford Chipp, ed. Aims and methods in the study of vegetation. The British Empire vegetation committee. p. 383.
- Thomas Ford Chipp (1927). The Gold Coast forest: a study in synecology. The Clarendon Press. p. 94.
- Ludwig Diels, Elmer Drew Merrill, Thomas Ford Chipp (1931). International address book of botanists: being a directory of individuals and scientific institutions, universities, societies, etc., in all parts of the world interested in the study of botany... Pub. for the Bentham trustees by Baillière, Tindall and Cox,. p. 605.